# Kurýr expres
Kurýr expres (v originále Coursier) je francouzský hraný film z roku 2010, který režíroval Hervé Renoh podle vlastního scénáře. Film pojednává o poslíčkovi, který se nechtěně zaplete do boje pašeráků s uměním. Snímek vyšel v ČR na DVD v roce 2011.

## Děj
Sam pracuje jako kurýr v Paříži a jeho šéf mu odmítá zvýšit plat. V Paříži má mezitím dojít k výměně pašovaného zboží. Loki, který pracuje pro gang nazývaný Sphere, má předat zásilku, avšak zjistí, že ho kdosi pronásleduje. Objedná si proto expresního poslíčka, aby zásilku nenápadně předal. Práci přidělí Samovi jeho šéf. Sam ale má jít se svou přítelkyní Nadiou na svatbu její sestry. Přesto zásilku převezme a Nadie slíbí, že svatbu stihne. Dva muži ho ovšem začnou pronásledovat. Podaří se mu uniknout. V zásilce zazvoní telefon, otevře ji a zjistí, že je v ní vedle mobilu i velká suma peněz. V telefonu se mu ozve Iris, pro kterou pracuje Loki. Řekne mu, aby zásilku namísto Lokiho odvezl do hotelu Louvre. Tam na něj čeká Louise, která mu za peníze předá diamanty. Ta však pozná, že Sam není Loki. Sam ji přemůže a s diamanty uprchne. Spolu s přáteli Ricem a Toffem je jdou předat policii. Ta jim ale nevěří a zatkne je. Pro Sama si přijde jeho otec, který je policista. Pro diamanty si přijde Louise, která je předá Iris a chce svou odměnu, avšak nedostane ji. Loki chce získat diamanty též na vlastní pěst. Unese Nadiu a zavolá Samovi, že ji vymění na Montmartru před bazilikou Sacré-Cœur. Sam proto s přáteli a otcem přepadnou klenotnictví na Place Vendôme. Pak jde s Ricem do práce, aby si vzal skútr. Zde je najde Louise a chce po Samovi peníze za zprostředkování. Ten jí dá šéfovy peníze a ještě jí zaplatí, aby jim pomohla získat zpátky Nadiu. Nadia je zachráněna a odvezena do bytu, odtud jede do Versailles na svatbu své sestry. Na svatbě se objeví i Sam s Louise a rovněž Iris se svými zabijáky. Všichni hledají experta, kterého ale nikdo nezná. Expert je žena, která se objeví na svatbě. Společně utečou před Iris a ještě jí stihnou ukrást šperky. Vracejí se zpět do Paříže, neboť šperky mají být vyměněny za Rembrandtův autoportrét ukradený v Oslo a expertka má ověřit jeho pravost. K výměně má dojít na nábřeží Quai de la Tournelle. Na nábřeží dorazí i Loki a po něm i policie. Loki s obrazem uteče, Sam s otcem ho pronásledují až na most Archevêché, odkud Loki skočí do připraveného člunu na Seině. Doveze obraz Iris, teprve tam zjistí, že ho Sam vyměnil za jiný bezcenný obraz.

## Obsazení
| Michaël Youn       | Sam Skjqurilngskwicz |
| Géraldine Nakache  | Nadia                |
| Jimmy Jean-Louis   | Loki                 |
| Didier Flamand     | Samův otec           |
| Catalina Denis     | Louise               |
| Frédéric Chau      | Rico                 |
| Fatsah Bouyahmed   | Toff                 |
| Natalia Dontcheva  | Iris                 |
| Gianni Giardinelli | Ice                  |
| Jean-Marie Lamour  | Samův šéf            |
| Claude Gensac      | Holanďanka           |
| Claire Maurier     | expertka             |